# ブルー・イン・グリーン
「ブルー・イン・グリーン」（英語: Blue in Green）は、トランペッターのマイルス・デイヴィスとピアニストのビル・エヴァンスによって作曲された楽曲（両者による作曲か一方による作曲かには諸説あり）。デイヴィスの1959年のアルバム『カインド・オブ・ブルー』が初出である。ビル・エヴァンスが同年に発表した『ポートレイト・イン・ジャズ』にも収録されている他、特に80年代以降多くの奏者により取り上げられており、ジャズ・スタンダードとして定着している。

## マイルス・デイヴィスによる録音
『カインド・オブ・ブルー』に収録された2つのバラードの1つである。アルバムに含まれる2回のセッションの1日目である1959年3月2日（2回目は4月22日）に、ビル・エヴァンスを含む2管のクインテットで演奏された。
2008年に発売された『カインド・オブ・ブルー（レガシー・エディション）』には、会話や別テイクの序奏部を含むスタジオ・シークエンスが収録されており、会話からは、当初ジョン・コルトレーンを抜いた1管のカルテットで演奏される予定だった可能性が窺える。
パーソネルや録音の詳細については、カインド・オブ・ブルーも参照。

## 楽曲解説
メロディはモーダルであり、そこにはドリア、ミクソリディアン、リディアン・モードの存在が組み込まれる。最初の節はナチュラル13が加えられたGマイナー・コード（Gm13）、そこにはFナチュラルが含まれるが、そのメロディのオープニング・ノートがFメジャー・スケールの導音のEナチュラルであるため、その部分の様式はすでに明瞭である。そのコードのナチュラル13はEナチュラルである。

### デイヴィス、エヴァンスいずれの作曲であるかについて
『カインド・オブ・ブルー』やほとんどのジャズ・フェイク・ブックはマイルス・デイヴィスのみをクレジットしているが、実際はビル・エヴァンス作であるとの推察もなされている。同じく1959年に録音されたビル・エヴァンス・トリオのアルバム『ポートレイト・イン・ジャズ』などにおいては、「デイヴィス＝エヴァンス」とクレジットされている。
デイヴィスは『マイルス・デイヴィス自叙伝(英語: Miles: The Autobiography of Miles Davis with Quincy Troupe)』（1989年）において、ビルが『カインド・オブ・ブルー』の曲の共作者だと言って回っている奴らがいるが、それはほんとじゃない……全部おれのだと述べている。しかしデイヴィスは自叙伝の著者であるクインシー・トループにたいしておれたち［ビルとマイルス］は、そいつを一緒に書いたんだと1986年に語っている。
他方のエヴァンスは、1978年にこの曲の作曲者をめぐる論争について問われ、真実は、ぼくが［作曲を］やったんだ。連邦訴訟はやりたくないし、音楽は存在しているし……マイルスは印税を得ている。［……］ぼくは、値段じゃ測れない繋がりを得た、それでいいんだと答えている。
ドラマーのジミー・コブは、この曲のアイデアのほとんどはエヴァンスによるものだと述べているという。作曲家のアール・ジンダースは1993年に刊行されたインタビューにおいて、この曲が100%ビルのものかとの問いにたいし確かにそうだと答え、エヴァンスがジンダースのメモ帳に書いたと証言している。またチェット・ベイカーの『チェット』においてビル・エヴァンスが弾いた「アローン・トゥゲザー」の序奏は、「ブルー・イン・グリーン」を彷彿とさせる言われているが、これは『カインド・オブ・ブルー』に先立って録音されたものである。

## その他の主な録音
| アーティスト                                                    | 録音年 | 収録アルバム等                                               | 備考                                                                                      | YouTube Music | Spotify |
| --------------------------------------------------------------- | ------ | ------------------------------------------------------------ | ----------------------------------------------------------------------------------------- | ------------- | ------- |
| ビル・エヴァンス(Pf.)・トリオ                                   | 1959   | ポートレイト・イン・ジャズ                                   | CD再発盤には複数のテイクが収録されている。                                                | 💽            | 💽      |
| ゲイリー・バートン(Vib.)&ステファン・グラッペリ(Vn.)            | 1969   | パリのめぐり逢い                                             |                                                                                           | 💽            | 💽      |
| ジョン・マクラフリン(Gt.)                                       | 1970   | マイ・ゴールズ・ビヨンド                                     |                                                                                           | 💽            | 💽      |
| ジョン・マクラフリン(Gt.)                                       | 1989   | ジョン・マクラフリン・トリオ・ライヴ!                        |                                                                                           |               |         |
| リッチー・バイラーク(Pf.)                                       | 1981   | エレジー～ビル・エヴァンスに捧ぐ(英語: Elegy for Bill Evans) |                                                                                           |               | 💽      |
| フレッド・ハーシュ(Pf.) w/ チャーリー・ヘイデン(Ba.)            | 1989   | Sarabande                                                    |                                                                                           | 💽            | 💽      |
| ワールド・サキソフォン・カルテット ft. ジャック・ディジョネット | 1998   | Selim Sivad: A Tribute to Miles Davis                        |                                                                                           | 💽            | 💽      |
| カサンドラ・ウィルソン(Vo.)                                     | 1998   | トラヴェリング・マイルス                                     | ウィルソンによる歌詞がつけられ「スカイ・アンド・シー(英語: Sky & Sea)」のタイトルで収録。 | 💽            | 💽      |
| リー・リトナー(Gt.)                                             | 2005   | Overtime                                                     |                                                                                           | 💽            | 💽      |